# B8 (Namibië)
De B8 is een hoofdweg in Namibië, die de Caprivistrook ontsluit. De weg loopt van Otavi via Rundu naar de grens met Botswana. In Botswana loopt de weg als A33 verder naar Francistown. In Otavi sluit de weg aan op de B1 naar Windhoek. Daarnaast sluit de weg bij Katima Mulilo aan op de Zambiaanse M10 naar Livingstone.
De B8 is 930 kilometer lang en loopt door de regio's Otjozondjupa, Kavango en Caprivi.